# Neolophonotus percus
Neolophonotus percus là một loài ruồi trong họ Asilidae. Neolophonotus percus được Londt miêu tả năm 1988. Loài này phân bố ở vùng nhiệt đới châu Phi.